# 金山镇 (甘谷县)
金山镇，是中华人民共和国甘肃省天水市甘谷县下辖的一个乡镇级行政单位。
2015年，甘肃省民政厅批复同意撤销金山乡，设立金山镇。

## 行政区划
金山镇下辖以下地区：
半山村、二家坪村、魏家山村、移家湾村、常家庙村、七家山村、蒲家山村、张家岔村、张家沟村、邓家咀村、颉家山村、下店子村、郑家山村、王家山村、二家湾村、段家沟村、田家山村、水家岔村、米谷川村、苏家山村、红岘村、金山村、王家局村、谢家川子村、刘家山村、谢家湾村、吕家湾村、上滩子村、刘家沟村和下山庄村。